# Dharahara
Dharahara (en nepalí: धरहरा), también llamada Torre Bhimsen, es una torre de nueve pisos y una altura 61,88 metros en el centro de Sundhara en Katmandú. Colapsó el 25 de abril de 2015, durante el terremoto de Nepal de 2015. Fue reconstruida entre 2018 y 2021.

## Historia
Se construyó en 1832 durante el gobierno del primer ministro de Nepal Bhimsen Thapa. La torre formaba parte del conjunto de monumentos que integran la denominada arquitectura de Katmandú reconocida por la Unesco.
En su interior disponía de una escalera de caracol con 213 escalones. En la octava planta contaba con un balcón circular desde el cual se tenía una amplia vista panorámica del valle de Katmandú. Tenía un mástil de bronce en su techo de 5,2 metros de altura. Los turistas la pudieron visitar desde 2005 hasta 2015.
La construcción de origen militar que data del siglo XIX ya había resultado gravemente dañada por un movimiento telúrico que sacudió la capital nepalí en 1934.
El 25 de abril de 2015, un terremoto de magnitud 7.8 produjo su colapso.
La reconstrucción de la torre se llevó a cabo entre los años 2018 y 2021.